# Gog (roman)
Pour les articles homonymes, voir Gog.
Gog est un roman italien de Giovanni Papini publié en 1931. 

## Résumé
L'incipit évoque la rencontre entre Gog et le narrateur dans un asile. Gog en apprend très peu sur lui au narrateur, mais lui confie ce qu'il reste de son journal intime. Le reste de l'ouvrage est composé de courts extraits du journal de Gog.
Gog est un personnage immensément riche. Dans ses écrits, il donne sa vision amère et mercantile du monde et de ses contemporains. Sa fortune lui permet de rencontrer Henry Ford, Albert Einstein, Gandhi, Freud, Lénine, Édison, H. G. Wells, George Bernard Shaw, James George Frazer, Knut Hamsun…

## Publication
- Les Éditions Flammarion ont publié le roman en 1932 d'après la traduction de René Patris d'Uckermann[1].
- Il est de nouveau paru chez les Éditions Attila en 2007 dans la collection nocturne  (ISBN 978-2917084007), augmenté de cinq chapitres inédits traduits par Marc Voline.
- Le roman a reçu le prix Nocturne en 2006.